# Gilduin de Joigny
Gilduin de Joigny (né vers 1000/1010 et mort après le 3 octobre 1049) est un ecclésiastique français du début du XIe siècle qui fut archevêque de Sens de 1032 jusqu'en 1049. Selon la tradition, il est le fils de Geoffroi Ier, comte de Joigny, et d'Alix de Sens (fille de Renard Ier, comte de Sens) ; mais aucun document n'établit formellement une telle filiation : cependant un document de Saint-Benoît-sur-Loire en fait le fils "du seigneur Geoffroy" possesseur de vastes biens dans la région de Boiscommun (Loiret), et le frère d'un comte Geoffroy (acte concernant une possession de Saint-Marien d'Auxerre à Migennes). Il fut déposé pour simonie en 1049.

## Biographie

### L'élection à l’épiscopat
Après la mort de l'archevêque Léothric, il y eut de grandes disputes pour élire son successeur, entre le roi de France Henri Ier et le comte de Champagne Eudes, qui s'était emparé de Sens après la mort du roi Robert II le Pieux.
Mais le roi, séduit par l'argent et les présents d'un seigneur nommé Gelduin, fils de Geoffroi, comte de Joigny, le nomma, contre la volonté du clergé et du peuple, qui étaient pour Mainard, trésorier de la cathédrale. 
Gelduin se fit sacrer à Paris le 18 octobre 1032, mais il n'osa entrer à Sens, à cause de la résistance du comte de Champagne et des seigneurs. Henri, pour le soutenir, vint mettre le siège devant la ville, d'où il arriva bien des désordres. En 1034, le comte de Champagne ayant cédé la moitié de la ville au roi, Gelduin fut reçu et intronisé.
Il tint l'année suivante un concile, assista à celui de Senlis, en 1048, et d'Etampes, en 1049, où l'on confirma la fondation du prieuré Saint-Ayou de Provins.

### L'excommunication
Il tracassa les moines de Saint-Pierre-le-Vif de Sens, les maltraitant et s'emparant de leurs biens, mais les moines saisirent la justice.
Ils accusèrent donc leur archevêque de simonie au concile de Reims (octobre 1049), où il ne voulut pas se trouver. Il y fut excommunié et déposé par le pape Léon IX.
Se plaignant d'avoir été condamné à tort, il alla à Rome, où il fut déposé de nouveau dans un concile.
Étant de retour, il alla trouver le comte Raoul, influent à la cour du roi Henri, et lui donna les terres qu'il tenait de sa famille afin qu'il l'aidât à recouvrer son siège, mais il ne put réussir. Le comte Raoul de Valois, favori du roi de France, devint de ce fait suzerain d'un vassal à Amilly (près de Montargis) et put doter sa fille fondatrice du monastère de Rozoy-le-Vieil (Loiret, au sud de la voie de Sens à Orléans).

### Fin de vie de l'évêque
Ayant échoué à recouvrer son siège, il finit sa vie parmi les moines.
Après sa mort, il fut inhumé dans le cloître de Saint-Pierre, et les moines le permirent sans réclamation parce qu'il n'était plus à craindre ; ils mirent cette épitaphe sur sa tombe : Gilles, archevêque mort, n'est pas Gelduin vivant.